# Houston Stewart Channel
Houston Stewart Channel är ett sund i Kanada.   Det ligger i North Coast Regional District och provinsen British Columbia, i den sydvästra delen av landet, 4 000 km väster om huvudstaden Ottawa.
I omgivningarna runt Houston Stewart Channel växer i huvudsak barrskog. Trakten runt Houston Stewart Channel är nära nog obefolkad, med mindre än två invånare per kvadratkilometer.